# Lani Mercado

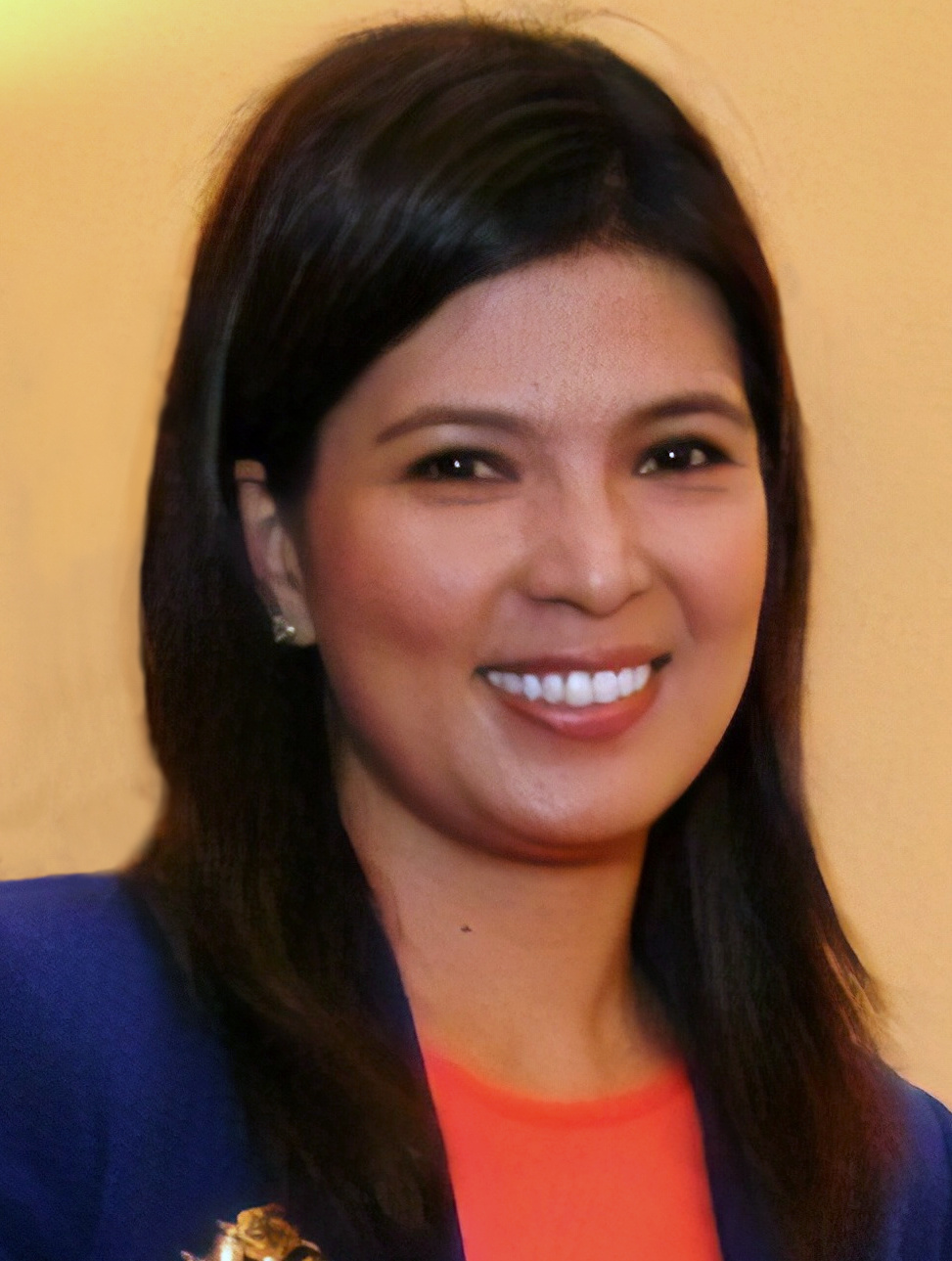

Jesusa Victoria Bautista (13 de abril de 1968), conocida artísticamente como Lani Mercado. Es una actriz filipina muy conocida en la cadena televisiva de GMA Network donde ha sido vista en varias ocasiones, su esposo es el actor y político, Bong Revilla, con quien convive actualmente. Anteriormente estuvo casada con José Marie Mortel Bautista, cuando pasaron doce años de estar divorciada el 25 de marzo de 1998 admitió públicamente de contraer nupcias con Revilla. Ella brindó su apoyo a su esposo actual, cuando Revilla postulaba como candidato para senador a pesar de que perdió en las reelecciones, Mercado lo ha seguido alentando para seguir adelante en su carrera política hasta que en mayo de 2004, la victoria llegó para su cónyuge. Si bien Lani Mercado con Bong Revilla, son propietarios de una casa en Cavite y ambos han estado dispuestos a recibir a públicamente a todas las personas quienes desean visitarlos y conocerlos en persona, sin tener carácter de intimidad. Con respecto a su familia, Lani prefiere estar más atenta y velar por el bien de sus hijos e ignorar ciertos rumores, como las controversias que persiguen a cualquier artista dentro del mundo del espectáculo. Según Lani, lo primero por encima es su familia.

## Televisión
| Año       | Título                      | Personajes                              | Canales     |
| 2009      | Kaya Kong Abutin Ang Langit | TBA                                     | GMA Network |
| 2009      | All My Life                 | Marita Romualdez                        | GMA Network |
| 2009      | Zorro                       | Marcela de la Cruz (Special Guest Role) | GMA Network |
| 2008-2009 | Saan Darating Ang Umaga     | Lorrie Rodrigo                          | GMA Network |
| 2007-2008 | MariMar                     | Vanessa May Aldama                      | GMA Network |
| 2007      | Lupin                       | Cecilia Lupin                           | GMA Network |
| 2005-2009 | Moms                        | TV host                                 | Q           |
| 2005-2006 | Agos                        | Olivia                                  | GMA Network |
| 2005      | Darna                       | Nana Ising (Special Guest Role)         | GMA Network |
| 2003-2004 | Twin Hearts                 | Vanessa Fontanilla                      | GMA Network |
| 2003      | Ang Iibigin Ay Ikaw Pa Rin  | Madonna Verder                          | GMA Network |
| 2002      | Ang Iibigin Ay Ikaw         | Madonna Verder                          | GMA Network |

- Datos: Q5969936